# Symbolisk interaktionism
Symbolisk interaktionism är en teoretisk tradition inom sociologin, vilken även anses relevant inom vissa områden av socialpsykologin till följd av dess mikroorienterade metod som fokuserar på vardagliga handlingar och upplevelser. Utifrån perspektivet ses hela samhället som en summa av alla pågående interaktionshändelser, det vill säga alla pågående sociala samspel mellan individer. Samhället uppfattas på så sätt som en process stadd i ständig förändring och inte som en beständig struktur. Perspektivet är av stor vikt inom mikrosociologi och sociologisk socialpsykologi och använder i stor utsträckning kvalitativa metoder, som deltagande observation.

## Historia
Den symboliska interaktionismen (SI) grundlades i slutet av 1800-talet och början av 1900-talet med starka influenser från den amerikanska pragmatismen. Termen symbolisk interaktionism myntades dock först 1937 av Herbert Blumer. Även före själva termen uppstod fanns det forskare som utvecklade teorier och perspektiv som senare har mynnat ut i symbolisk interaktionism. Särskilt två företrädare har haft stor betydelse: Charles Horton Cooley och George Herbert Mead.
Cooley introducerade en rad idéer och teorier som starkt influerat utvecklingen inom området. En av hans tankar var det han kallade "spegel-jaget" (looking glass-self) eller "självreflektion". Enligt Cooley utvecklar vi vår självbild baserat på vad vi tror att andra tänker om oss. Negativa omdömen leder till att människor ser ner på sig själva, medan en positiv omgivning leder till en starkare självkänsla.
Blumer sammanfattande perspektivet med: människor agerar gentemot objekt baserat på meningen som dessa objekt har för dem. Meningen kommer, enligt Blumer, från social interaktion och modifieras genom tolkning. Erving Goffman är en sociolog som i början av sin karriär förenat symbolisk interaktionism, även om han inte själv antog den beteckningen, med ett dramaturgiskt perspektiv för att studera vardagslivet.[källa behövs]
Baserat på Herbert Meads arbete har två varianter eller skolor av symbolisk interaktionism kristalliserats: Iowaskolan som använder mer naturvetenskapliga metoder, enkäter och labb-baserade experiment, samt Chicagoskolan som har använts frekvent i etnografisk forskning.

## Utgångspunkter
Enligt Herbert Blumer finns det tre principer som bör vägleda studier inom symbolisk interaktionism:
1. Människor agerar gentemot ting baserat på de meningar som tingen har för dem.
2. Tingens mening härleds – eller växer fram ur – den sociala interaktion som en person har med sina medmänniskor.
3. Dessa meningar behandlas och förändras genom en tolkande process som personen i hanterandet av de ting han/hon möter

Utifrån principerna har erfarenhet, mening och relationen mellan människor tagit en central roll i forskning som baseras på SI.

## Symbolisk kommunikation
Symbolisk kommunikation innebär att meningsfulla gester används medvetet. Väsentligt i kommunikationen är att budskapet uppfattas på samma sätt av avsändare och mottagare. Människor använder sig av symboler när de interagerar. Symboler är exempelvis ljud, gester, handlingar eller föremål. Dessa blir symboliska när de syftar på något utöver sig själva. Ord är även de ett exempel på symboler. I sig själva betyder ljudkombinationer ingenting men de kan sammanställas till ord som representerar begrepp samt föremål och ting som hör till begreppsområdet. Ord kan också representera och användas medvetet för att vittna om användarens karaktär, sociala ställning, talanger, attityd till åhöraren och så vidare. Ord och företeelser får sin symboliska innebörd under samspel mellan människor. Att komma överens om betydelser är därför ett väsentligt inslag i det sociala samspelet. Vid samspelet eftersträvar och åstadkommer man vanligen en gemensam definition av situationen. Syftet med den symboliska interaktionismen är sedermera att på ett signifikant sätt ge stöd åt svårtillgängliga representativa domäner inom socialpsykologisk forskning.[källa behövs]